# Diên An
Diên An (tiếng Trung: 延安市, Hán-Việt: Diên An thị) là một địa cấp thị của tỉnh Thiểm Tây, Cộng hòa Nhân dân Trung Hoa. Diên An là điểm cuối của cuộc Trường Chinh, là trung tâm hoạt động của Đảng Cộng sản Trung Quốc trong giai đoạn 1935-1948, được coi là Thánh địa cách mạng (革命圣地). Ở đây có Bảo Tháp và hang động Diêu.

## Hành chính
Địa cấp thị Diên An quản lý các đơn vị cấp huyện sau:

### Quận nội thành
- Bảo Tháp (寶塔區)
- An Tắc (安塞区)

### Thành phố cấp huyện
- Tử Trường (子長市)

### Huyện
- Lạc Xuyên (洛川縣)
- Hoàng Lăng (黃陵縣)
- Diên Xuyên (延川縣)
- Phú (huyện) (富縣)
- Diên Trường (延長縣)
- Cam Tuyền (甘泉縣)
- Nghi Xuyên (宜川縣)
- Chí Đan (志丹縣)
- Hoàng Long (黃龍縣)
- Ngô Khởi (吳起縣)